# Predrag Filipović
Predrag Filipović, cyr. Предраг Филиповић (ur. 5 października 1978 w Leskovacu)  – serbski lekkoatleta specjalizujący się w chodzie sportowym.
Trzykrotnie uczestniczył w igrzyskach olimpijskich, lecz nie odniósł w nich sukcesów.
Wielokrotny mistrz kraju. Medalista mistrzostw Bałkanów, reprezentant kraju w zawodach pucharu świata i Europy w chodzie oraz meczach międzypaństwowych.
Jego bratem-bliźniakiem jest Nenad - również chodziarz.

## Osiągnięcia
| Rok                                            | Impreza                                        | Miejsce                                        | Konkurencja                                    | Lokata                                         | Wynik                                          |
| Reprezentacja Serbia i Czarnogóra (Jugosławia) | Reprezentacja Serbia i Czarnogóra (Jugosławia) | Reprezentacja Serbia i Czarnogóra (Jugosławia) | Reprezentacja Serbia i Czarnogóra (Jugosławia) | Reprezentacja Serbia i Czarnogóra (Jugosławia) | Reprezentacja Serbia i Czarnogóra (Jugosławia) |
| ---------------------------------------------- | ---------------------------------------------- | ---------------------------------------------- | ---------------------------------------------- | ---------------------------------------------- | ---------------------------------------------- |
| 2000                                           | Puchar Europy                                  | Eisenhüttenstadt                               | chód na 20 kilometrów                          | 34. miejsce                                    | 1:26:04                                        |
| 2002                                           | Puchar świata w chodzie                        | Turyn                                          | chód na 20 kilometrów                          | 54. miejsce                                    | 1:32:41                                        |
| 2002                                           | Mistrzostwa Europy                             | Monachium                                      | chód na 20 kilometrów                          | DSQ                                            |                                                |
| 2003                                           | Mistrzostwa świata                             | Paryż                                          | chód na 20 kilometrów                          | 22. miejsce                                    | 1:25:15                                        |
| 2004                                           | Igrzyska olimpijskie                           | Ateny                                          | chód na 20 kilometrów                          | 39. miejsce                                    | 1:31:35                                        |
| Reprezentacja Serbia                           |                                                |                                                |                                                |                                                |                                                |
| 2007                                           | Mistrzostwa świata                             | Osaka                                          | chód na 20 kilometrów                          | 32. miejsce                                    | 1:35:51                                        |
| 2008                                           | Puchar świata w chodzie                        | Czeboksary                                     | chód na 20 kilometrów                          | 38. miejsce                                    | 1:24:07                                        |
| 2008                                           | Igrzyska olimpijskie                           | Pekin                                          | chód na 20 kilometrów                          | 41. miejsce                                    | 1:28:15                                        |
| 2009                                           | Mistrzostwa świata                             | Berlin                                         | chód na 20 kilometrów                          | 34. miejsce                                    | 1:27:44                                        |
| 2010                                           | Mistrzostwa Europy                             | Barcelona                                      | chód na 50 kilometrów                          | 15. miejsce                                    | 4:06:29                                        |
| 2012                                           | Puchar świata w chodzie                        | Sarańsk                                        | chód na 20 kilometrów                          | 65. miejsce                                    | 1:27:56                                        |
| 2012                                           | Igrzyska olimpijskie                           | Londyn                                         | chód na 20 kilometrów                          | 48. miejsce                                    | 1:27:22                                        |
| 2013                                           | Mistrzostwa świata                             | Moskwa                                         | chód na 50 kilometrów                          | –                                              | DNF                                            |
| 2016                                           | Igrzyska olimpijskie                           | Rio de Janeiro                                 | chód na 50 kilometrów                          | 49. miejsce                                    | 4:39:48                                        |

## Rekordy życiowe
- Chód na 20 kilometrów – 1:21:50 (2003)
- Chód na 50 kilometrów – 3:57:42 (2010)